# La cortina del silenzio
La cortina del silenzio (Circle of Danger) è un film del 1951 diretto da Jacques Tourneur.
Il film si basa su una sceneggiatura originale dello scrittore Philip MacDonald e narra delle ricerche che un uomo fa sulla misteriosa morte in guerra del fratello.

## Trama
Clay Douglas, dopo aver messo da parte un quantitativo di denaro sufficiente, parte dagli Stati Uniti alla volta dell'Inghilterra, deciso a sapere di più sulla morte in guerra del fratello minore Hank, avvenuta nel 1944.
L'uomo fu l'unico a restare ucciso in una spedizione in Bretagna effettuata dal commando britannico di cui era parte. Il mancato ritrovamento del corpo e la voce che Hank sia stato ucciso con un colpo alla testa da un proiettile "amico", non convincono Clay che quindi indaga per sapere quanto più possibile.
Dopo aver contattato un ex commilitone, ora minatore in Galles, che conferma tutte le voci ma che non ha visto nulla, Clay si reca in Scozia dal maggiore Hamish McArran, uno dei due ufficiali presenti nella spedizione. In assenza del maggiore, Douglas è accolto con grande ospitalità e fa la conoscenza di Elspeth Graham, una scrittrice e illustratrice con la quale entra subito in sintonia. McArron, al suo ritorno, appare infastidito dall'intrusione di Douglas, sia per i sentimenti che prova verso la sig.na Graham sia per la storia della morte in guerra di quel ragazzo che, evidentemente, vorrebbe dimenticare. Alla fine fornisce comunque l'elenco completo dei 12 militari che parteciparono alla spedizione, molti dei quali sono però deceduti.
Douglas fa così ritorno a Londra per proseguire le sue ricerche, partendo da Sholto Lewis, ora ballerino e coreografo, che lo accoglie con grande freddezza. A Londra lo raggiunge poi Elspeth, dimostrandogli un interesse che lo spinge a farle una serie di promesse sui giorni a seguire che però non riuscirà a mantenere per via dell'incalzare delle sue ricerche. Contattati infatti anche gli altri due superstiti, raccoglie poche ma fondamentali notizie. Scopre che il fratello aveva una collezione di "souvenir di guerra" cui teneva particolarmente, quindi dall'ultimo della lista scopre che al commando, in quella spedizione, si unì un tredicesimo uomo, Reggie Sinclair. Questi, in difficoltà economiche, lucra sulle informazioni richieste, ma in effetti dà poi la traccia che permette a Douglas di capire finalmente chi uccise il fratello. Fu proprio il maggiore McArron, dal quale ritorna immediatamente.
Parlato chiaramente con lo stesso, improvvisa una sorta di duello, interrotto dall'intervento di Sholto Lewis, che aveva intuito quanto Douglas stava per portare a termine. Lewis racconta allora a Douglas tutta la scomoda verità. McArron giustiziò suo fratello, con l'assenso di tutti gli altri, in quanto la smania di raccogliere "souvenir" del ragazzo americano stava mettendo in pericolo la missione e, dopo ripetuti avvertimenti, si dovette passare ai fatti. Il maggiore subì per questo anche un procedimento disciplinare, conclusosi con l'assoluzione ma con il quale si decise di fare per sempre silenzio su tutta la vicenda.
Douglas, sconvolto, desiste dai suoi intenti vendicativi mentre McArron, con grande cavalleria, ritira la sua richiesta di matrimonio fatta ad Elspeth, che così si riconcilia e parte insieme a Clay, ormai liberatosi dalla propria ossessione.

## Produzione
In lavorazione il film fu titolato inizialmente Full Circle e quindi White Heather, prima di avere il titolo definitivo di Circle of Danger.